# 曼布韋
13°12′22″S 31°55′6″E / 13.20611°S 31.91833°E
曼布韋（英語：Mambwe-Lungu language），是贊比亞的城鎮，位於該國東部，由東方省負責管轄，是曼布韋縣的首府，處於奇帕塔西北面60公里，主要農作物是玉米，2000年人口70,425。